# Biblioteca acadêmica

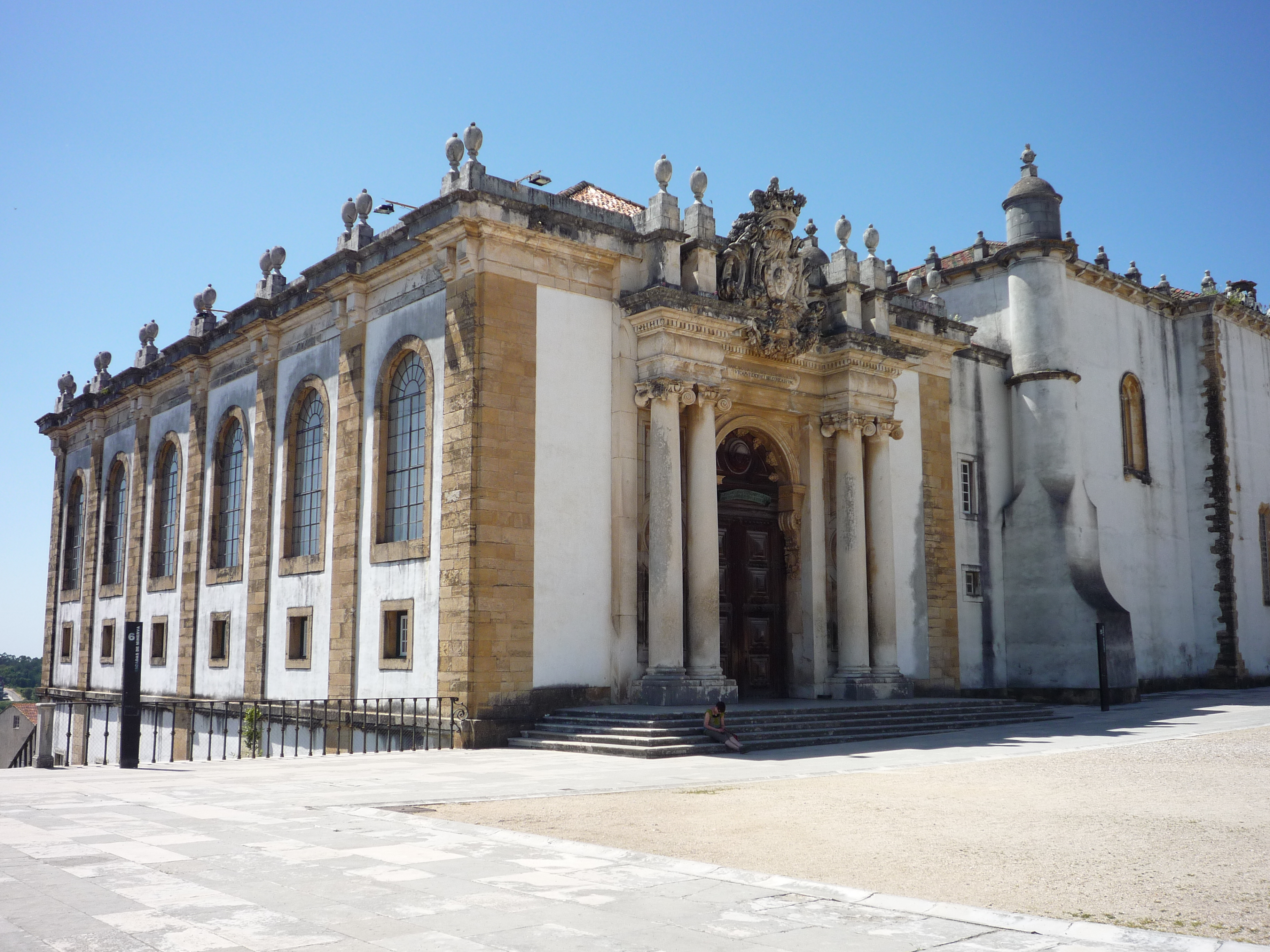
A Biblioteca Joanina, da Universidade de Coimbra.

Biblioteca acadêmica ou universitária é a biblioteca vinculada a uma instituição de ensino superior, atendendo às necessidades informacionais de estudantes, professores e funcionários, ou seja, a biblioteca que atende o universo universitário.
São instituições que favorecem a aprendizagem dos estudantes, não apenas oferecendo o conhecimento que está acumulado nos diversos documentos em diferentes suportes do qual elas administram, mas também servindo de instrumento a partir de ações concretas que visam otimizar o desenvolvimento dos estudantes e equipes de pesquisadores no espaço informacional, com ações de aprendizagem.
Bibliotecas acadêmicas são também importantes indicadores de desenvolvimento científico das universidades que são relacionadas, além de servirem de modo geral às comunidades em que estão inseridas, indicando progressos sociais e culturais. Seus acervos bibliográficos e documentais constituem um patrimônio institucional, sendo este determinado a partir da atualidade e variedade dos materiais, quantidade disponível e o nível de utilidade para a comunidade.

## História
As primeiras bibliotecas universitárias datam a Alta Idade Média e eram ligadas à Igreja Católica. O acesso era restrito aos religiosos e seu objetivo era a conservação do conhecimento, e não sua difusão. O Renascimento, ao marcar o fim da Idade Média para o início da Idade Moderna significou profundas mudanças sociais, impactando também a ordem das bibliotecas universitárias e lentamente transformando o caráter conservador ao difusor, possibilitando o acesso a mais pessoas.
Talvez a biblioteca de Sorbonne, vinculada à Universidade de Paris, tenha sido a primeira a ser mantida por uma universidade. Juntamente com a Universidade de Oxford, as bibliotecas das duas instituições eram modelos para a maioria das bibliotecas acadêmicas da época.
Entre 1875 e 1925 ocorre grande crescimento das coleções das bibliotecas universitárias, movimento que se dá em decorrência do reconhecimento da importância do patrimônio simbólico organizado e disponível para o alcance da missão das universidades: a construção de conhecimento.

### Brasil
Não se sabe ao certo quais foram as primeiras bibliotecas acadêmicas que surgiram no Brasil, mas foi na segunda metade do século XVI que ao ser instalado o Governo-Geral em Salvador, Bahia, tem-se o desenvolvimento de diferentes áreas da sociedade da época e, a partir disso, observa-se o aparecimento dos livros na vida social, seguidos do surgimento das bibliotecas de modo geral pelos jesuítas por volta de 1549. A partir dos colégios jesuítas, outras instituições de ensino ao surgirem desenvolveram também suas próprias bibliotecas. Em 1759, porém, com a expulsão dos jesuítas, os acervos de grande parte das instituições foram abandonados, bem como incentivo à criação de novas coleções.

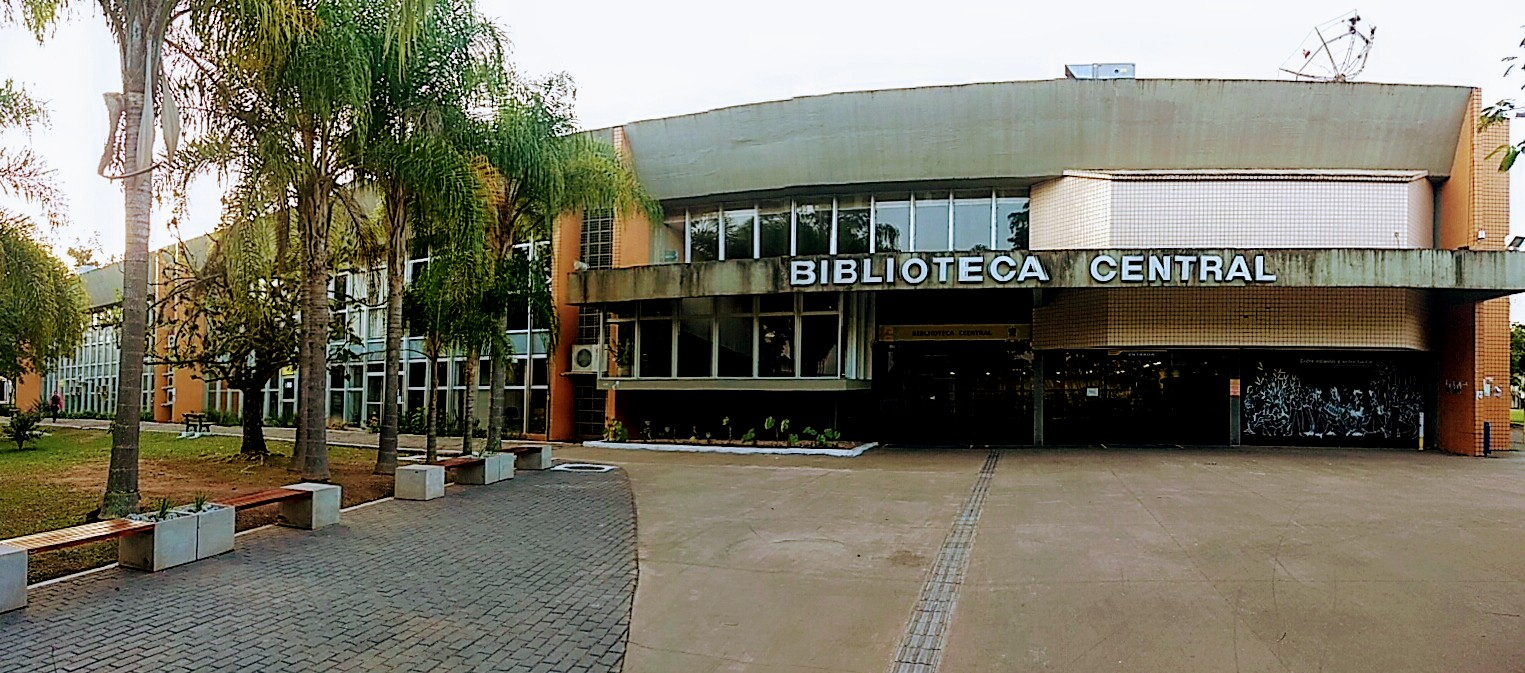
Biblioteca Central da Universidade Federal de Santa Catarina.

Este cenário se manteve até o ano de 1808, o qual com a transferência da corte portuguesa para o Brasil, o acervo da Biblioteca Real Portuguesa é instalado no Rio de Janeiro, dando início à primeira biblioteca real do país (hoje conhecida como a Biblioteca Nacional) e retomando a criação de bibliotecas e instituições de ensino superior a fim de servir à nova capital do Reino de Portugal.
No início do século XX, sob a presidência de Campos Sales foi aprovada uma legislação voltada ao funcionamento de bibliotecas ligadas à instituições de Ensino Superior: o Código dos Institutos Oficiais do Ensino Superior e Secundário Dependentes do Ministério da Justiça e Negócios Interiores. Instituído em 1° de janeiro de 1901, o código tratava de várias questões relacionadas ao ensino superior e, em seu décimo-nono capítulo, discutia especificamente o funcionamento das bibliotecas das instituições universitárias (na época, que voltavam-se aos cursos de Direito, Medicina, Engenharia e Minas), e indicava que cada uma dessas instituições deveria contar com pelo menos uma biblioteca voltada ao uso principalmente de seu corpo docente e alunos, e também outras pessoas. Este código foi de grande importância para as bibliotecas acadêmicas da época, uma vez que o primeiro curso de Biblioteconomia do país só se inauguraria em 1915 e não haviam ainda técnicas bibliotecárias sistematizadas que pudessem administrar o funcionamento dessas instituições.
A década de 60 foi decisiva para a expansão das bibliotecas acadêmicas no Brasil, quando muitas universidades são criadas no país a partir da junção de cursos isolados e que resultam no surgimento de bibliotecas que reuniam o acervo das várias faculdades em uma única instituição. No entanto, esta unificação evidencia muitos dos problemas relativos às estruturas administrativas, físicas e à ausência de profissionais especializados para o desenvolvimento de técnicas de organização dos acervos. Foi no fim do século XX que muitas dessas questões passaram a ser enfrentadas, principalmente com a Lei de Diretrizes e Bases da Educação Nacional de 1996 que indicou a necessidade das instituições de ensino superior organizarem suas bibliotecas para que elas pudessem servir à comunidade acadêmica diretamente, evidenciando sua importância como difusoras de informação e conhecimento.

### Portugal
O século XIII na Europa foi marcado, entre outras coisas, pelo surgimento das primeiras universidades. Dessa forma, em Portugal, a Universidade de Coimbra, datada de 1° de março de 1290, constitui a primeira instituição universitária do país, e sendo considerada atualmente uma das universidades mais antigas do mundo. Nesse sentido, a primeira biblioteca vinculada a uma universidade portuguesa data do mesmo período, e a biblioteca acadêmica da Universidade de Coimbra acompanhava os padrões das outras instituições de mesma natureza pelo continente europeu.
Historicamente, a aproximação das bibliotecas acadêmicas e públicas portuguesas com outras bibliotecas europeias indicava prioridade quanto à conservação do acervo, seguindo as perspectivas tradicionais francesas, principalmente. Assim, as bibliotecas portuguesas apresentavam-se como espaços fechados, de difícil acesso, organizados de forma a guardar e proteger os livros.
Outra característica que favorecia o modelo de conservação nas bibliotecas portuguesas diz respeito à ausência de cursos de formação de bibliotecários no país até a década de 80, quando novos parâmetros de organização das bibliotecas puderam ser desenvolvidos. Desde a década de 70, discussões já indicavam as mudanças das tendências de organização das bibliotecas que aconteceria nos anos seguintes, as quais significavam que as bibliotecas acadêmicas passariam a ter como objetivo principal servir ativamente às necessidades diversas da comunidade.
O modelo anglo-saxônico de difusão e acesso generalizado aos materiais contidos nos acervos das bibliotecas seria implementado pelo menos até meados dos anos 90 do século XX.

## Estrutura administrativa
Mesmo nas universidades federais brasileiras não existe um critério unificado quanto à estrutura administrativa da(s) biblioteca(s), especialmente porque as universidades se constituem de diversos cursos e faculdades que normalmente apresentam suas próprias bibliotecas. Assim, idealmente, deve existir uma biblioteca central ou um núcleo da coordenação de bibliotecas em cada universidade com suficiente autonomia como para cumprir com os seus objetivos. Um "regimento interno" aprovado pelo Conselho Universitário (onde o Diretor da Biblioteca deve ter vez e voto) e orçamento próprio e definido são pré-requisitos para qualquer empreendimento sério. Os padrões internacionais recomendam 5% do orçamento da universidade para a manutenção de serviços bibliotecários.
A existência de uma biblioteca central nas universidades foi indicada pelo 1° Seminário Interamericano sobre Bibliotecas Universitárias, realizado em 1961 em Illinois, Estados Unidos. Do ponto de vista organizacional, a centralização em uma biblioteca central tem como função padronização de acervos, maior economia e qualidade dos serviços oferecidos, aumento da capacidade e possibilidade de aquisição de maior volume de materiais pertinentes, tornando os acervos, além de padronizados, mais completos e, também, possibilidade de criação de novas instalações de bibliotecas na universidade devido à economia observada.

## Processos técnicos
Os sistemas de classificação variam majoritariamente entre a Classificação Decimal de Dewey (CDD) e a Classificação Decimal Universal (CDU) e, em certos casos, ambos sistemas sobrevivem as vezes numa mesma universidade (em diferentes bibliotecas) ou, até mesmo, em diferentes coleções de uma mesma biblioteca.
A existência de bibliotecas centrais nas universidades, além das questões administrativas já citadas, também possibilitam a realização de processos de catalogação cooperativa. A catalogação, que consiste na prática de representar as características dos materiais presentes na biblioteca a fim de possibilitar que eles sejam encontrados mais facilmente a partir de um catálogo, pode ser realizada localmente em cada biblioteca ou em cooperação com outras, visando maior uniformização dos registros.
As bibliotecas universitárias utilizam dos processos de catalogação cooperativa por meio do compartilhamentos dos registros bibliográficos entre si, tendo como principal meio as redes computacionais e os recursos eletrônicos.